# Staebler–Wronski-hatás
A Staebler–Wronski-hatás (angol rövidítéssel gyakran SWE, Staebler–Wronski effect) a hidrogénezett amorf szilícium (a-Si:H) egy jellemző fizikai jelensége, mely során fény hatására az anyagszerkezet roncsolódik, a kristályszerkezetben nő a hibahelyek mennyisége. Jelentőségét az adja, hogy ez az a-Si:H-alapú napelemek fotodegradációjának (fény hatására végbemenő hatásfokcsökkenésének) egyik fontos oka.
A jelenség első leírását, és mechanizmusának egy modelljét David Staebler és Christopher Wronski amerikai villamosmérnökök tették közzé 1977-ben.

## Következményei
A jelenséggel kapcsolatban Staebler és Wronski azt is megmutatta, hogy az a-Si-eszköz szivárgási árama és fotokonduktivitása hosszú idejű megvilágítással számottevően csökkenthető, azonban 150°C feletti hőmérsékletű hőkezeléssel e folyamat visszafordítható. Ezen eredményük arra utal, hogy a fényhatás reverzibilis, metastabil állapotok közti átmenet az anyagban.
Az a-Si-alapú napelemek hatásfoka fény hatására jellemzően az első hat hónap során csökken. A hatásfokcsökkenés nagyságrendje a kialakítástól és az eszköz egyéb anyagaitól függően 10%–30% közé esik, mely elsősorban a kitöltési tényező (fill factor, FF) megváltozásán keresztül értelmezhető.
A hatás egy telítési értéket elérve jelentősen lelassul, további megvilágítás már igen kis hatást vált ki. Ez az egyensúlyi érték azonban a hőmérséklettől függ. Ennek megfelelően a szabadba helyezett napelem a nyári, meleg hónapokban magasabb, a téli, hideg hónapokban alacsonyabb hatásfokon működik. A kereskedelmi forgalomban kapható napelemek esetén az SWE miatti degradáció jellemzően 10%–15% körüli, a terméken feltüntetett hatásfokértékeket jellemzően a degradáció egyensúlyba állása utáni állapotra adják meg.

## Értelmezése
Bár pontos anyagtudományi háttere nem ismert, többféle lehetséges mechanizmust is azonosítottak már, mely a Staebler–Wronski-hatást kiválthatja. Mivel a szerepe amorf szerkezetben nagy, nanokristályos szilícium esetén viszont mérsékeltebb, ezért valószínűsíthető, hogy a jelenség egyik feltétele az anyagszerkezeti rendezetlenség. Emellett a tapasztalat azt mutatja, hogy a hidrogénkoncentráció is hatással van a kialakulására. Ismert, hogy a hidrogénpassziválás hatására a szerkezet üres rácshelyek kialakulásával relaxál, melyekbe szabad hidrogénatomok és -molekulák csapdázódhatnak. Egy ilyen rendszer igen összetett modell segítségével értelmezhető, melyben a tiltott sáv helyről helyre változik; ennek következtében az anyagban lokális heteroátmenet- illetve p-n átmenet-jellegű viselkedés léphet fel. Ezen összetett és inhomogén rendszerben sokféle, Si-lógókötésekkel kapcsolatos hibahelytípus jöhet létre, melyek egy része az üres rácshelyekkel kapcsolatban alakul ki. Elsődlegesen ez utóbbiakat teszik felelőssé a napelemek fény miatti hatásfokcsökkenéséért.
A mehcanizmust, egy korábbi, elterjedt modellje szerint a hidrogén-szilícium kötések okozzák. Ezen elképzelés szerint a fény által kiváltott elektron-lyuk párok a gyenge Si–Si kötések közelében rekombinálódva azok felszakadását képesek előidézni. Az egyik Si-kötést eztán egy hidrogénatom passziválja, de a másik lógó kötés szabadon marad. Ez a lógó kötés csapdaállapotként, illetve szórócentrumként viselkedhet, azaz akadályozhatja a töltéshordozók áramát, mellyel a vezetőképesség romlását idézi elő.
Egyes újabb kísérleti eredmények azonban a mechanizmus fenti magyarázatával nem összeegyeztethetők. Tapasztalták ugyanis, hogy a fény által keltett Si-lógókötés-hibahelyek közelében nem feltétlenül vannak hidrogénatomok. A Staebler–Wronski-hatás hidrogénütközési modellje ezt egy módosított elképzeléssel igyekszik feloldani. Eszerint az anyagban két térben elkülönült helyen végbemenő rekombinációs folyamat együttes hatásaként bomlik fel egy H–Si, a hidrogén pedig delokalizálódik, majd metastabil kötésbe kerül a kristály egy másik pontján. Fontos jellemzője ennek a modellnek, hogy a rácsbeli potenciál térbeli inhomogenitásait is figyelembe veszi, a jelenséget ezzel magyarázza. Az elektromos jellemzők romlását ebben a modellben is a lógó kötések okozta csapdaállapotok és szórócentrumok okozzák.

## Gyakorlati kezelése
A napelemiparban különféle megoldásokat alkalmaznak a Staebler–Wronski-hatás okozta hatásfokcsökkenés mérséklésére. A rendezetlenség (mint a hatás egyik oka) csökkentésének egyik módja például, hogy amorf szilícium helyett nanokristályos szilíciumot alkalmaznak. Emellett egyes eszközökben magasabb hőmérsékletű üzemeléssel idézik elő azt, hogy a telítődési hatásfok magasabb legyen. Ennek egyik megvalósítása a fotovoltaikus-termikus hibrid napelemek (PVT-k).
A tapasztalat szerint magasabb elektromos tér jelenlétében az SWE jelensége kisebb valószínűséggel lép fel. Mivel a multiréteg-napelemek több, egymáson kialakított aktív félvezető rétege vékonyabb, és bennük magasabb elektromos tér ébred, ezért ezen szerkezetek kevésbé érintettek a Staebler–Wronski-hatástól.

## Fordítás
Ez a szócikk részben vagy egészben  a   Staebler–Wronski effect című angol Wikipédia-szócikk ezen változatának fordításán alapul.  Az eredeti cikk szerkesztőit annak laptörténete sorolja fel. Ez a jelzés csupán a megfogalmazás eredetét és a szerzői jogokat jelzi, nem szolgál a cikkben szereplő információk forrásmegjelöléseként.

### Ismeretterjesztő kiadványok
- Staebler Wronski Effect (angol nyelven). www.electrical4u.com. [2018. szeptember 26-i dátummal az eredetiből archiválva]. (Hozzáférés: 2018. szeptember 25.)
- Satish Chandra Agarwal, Shobit Omar (2018. július 9.). „Forty years of the Staebler–Wronski effect”. Philosophical Magazine 98 (27), 2512–2528. o, Kiadó: Informa UK Limited. DOI:10.1080/14786435.2018.1492160. ISSN 1478-6435.

### Folyóiratcikkek
- D. L. Staebler, C. R. Wronski (1977). „Reversible conductivity changes in discharge-produced amorphous Si”. Applied Physics Letters 31 (4), 292. o. DOI:10.1063/1.89674. ISSN 0003-6951.
- Crandall, Richard S. (1991. február 15.). „Defect relaxation in amorphous silicon: Stretched exponentials, the Meyer-Neldel rule, and the Staebler-Wronski effect”. Physical Review B 43 (5), 4057–4070. o, Kiadó: Amerikai Fizikai Társaság. DOI:10.1103/physrevb.43.4057. ISSN 0163-1829.
- Fritzsche, H. (1995). „Photo-induced structural changes associated with the Staebler-Wronski effect in hydrogenated amorphous silicon”. Solid State Communications 94 (12), 953–955. o, Kiadó: Elsevier. DOI:10.1016/0038-1098(95)00220-0. ISSN 0038-1098.